# یولیا وروبلفسکا
یولیا ماگدالنا وروبلفسکا (لهستانی: Julia Magdalena Wróblewska؛ زادهٔ ۱۸ اکتبر ۱۹۹۸) بازیگر و سلبریتی شبکه‌های اجتماعی اهل لهستان است.
از فیلم‌ها یا مجموعه‌های تلویزیونی که وی در آن‌ها نقش داشته‌است، می‌توان به نشانه‌گذاری‌شده، فقط عاشقم باش، ع چون عشق، خانواده جایگزین، ماگدا ام.، نامه به بابا نوئل، نامه به بابا نوئل ۲ و نامه به بابا نوئل ۳ اشاره نمود.